# Karmala
Karmala es una ciudad y  municipio situada en el distrito de Solapur en el estado de Maharashtra (India). Su población es de 23199 habitantes (2011). Se encuentra a 126 km de Solapur.

## Demografía
Según el censo de 2011 la población de Karmala era de 23199 habitantes, de los cuales 11905 eran hombres y 11294 eran mujeres. Karmala tiene una tasa media de alfabetización del 86,96%, superior a la media estatal del 82,34%: la alfabetización masculina es del 92,30%, y la alfabetización femenina del 81,41%.